# Le Traître du Texas
Pour plus de détails, voir Fiche technique et Distribution.
Le Traître du Texas (titre original : Horizons West) est un film américain réalisé par Budd Boetticher, sorti en 1952.

## Synopsis
La guerre de Sécession est terminée. Les frères Hammond, cavaliers sudistes démobilisés, reviennent au Texas dans le ranch familial. Si le cadet Neil envisage de continuer l'exploitation avec son père Ira, l’aîné Dan est plus ambitieux et veut faire fortune le plus rapidement possible, sans s'embarrasser de scrupules. Lors d'une partie de poker en ville, il se heurte à Cord Hardin, l'homme le plus riche d'Austin qui n'apprécie pas qu'il fasse les yeux doux à son épouse Loma. Hardin force Dan à s'endetter au jeu et l'humilie publiquement. 
Dan quitte la ville et prend le commandement d'un groupe de réprouvés, mêlant anciens déserteurs et délinquants. Il organise avec eux un trafic de bêtes volées qu'il revend dans une zone franche contrôlée par un général mexicain, puis s'enrichit par diverses spéculations et entreprend de spolier les petits propriétaires de la région pour rivaliser avec la domination territoriale d'Hardin.

## Fiche technique
- Titre original : Horizons West
- Titre français : Le Traître du Texas
- Réalisation : Budd Boetticher
- Scénario : Louis Stevens
- Photographie : Charles P. Boyle
- Montage : Ted J. Kent
- Musique : Henry Mancini, Herman Stein
- Direction artistique : Bernard Herzbrun, Robert Clatworthy
- Décors : Russell A. Gausman, Joe Kish
- Costumes : Rosemary Odell
- Son : Leslie I. Carey, Robert Pritchard
- Producteur : Albert J. Cohen
- Société de production : Universal International Pictures
- Société de distribution : Universal Pictures
- Pays de production :  États-Unis
- Langue originale : anglais américain
- Format : couleur (Technicolor) — 35 mm — 1,37:1 — son Mono (Western Electric Recording)
- Genre : Western
- Durée : 81 minutes
- Dates de sortie : 
  - États-Unis : 22 octobre 1952
  - France : 2 juillet 1954

## Distribution
- Robert Ryan : Dan Hammond
- Rock Hudson : Neil Hammond
- Julie Adams : Loma Hardin
- John McIntire : Ira Hammond
- Raymond Burr : Cord Hardin
- James Arness : Tiny Mc Gilligan
- Walter Reed : Layton
- Dennis Weaver : Dandy Taylor
- Frances Bavier : Martha Hammond
- Tom Powers : Frank Tarleton
- John Hubbard : Sam Hunter
- Rodolfo Acosta : Général José Escobar Lopez
- Douglas Fowley : Ed Tompkins

Acteurs non crédités
- Victor Millan : un soldat mexicain
- Monte Montague : un docteur